# 陆记烫面炸糕
陆记烫面炸糕創立於1918年，是中國天津的著名小吃，是一种历史悠久的传统清真食品。
陆记烫面炸糕所在的陆记食品部原址最早在鸟市泉顺斋，炸糕以面粉、黑白小豆、白沙板糖、花生油作原料再经过7道手序，炸成扁球形的成品。陆记烫面炸糕于1984年获“天津最佳食品”称号，1997年被中国烹饪协会认定为《中华名小吃》。